# Bertil Roos
Bertil Roos (Göteborg, 12 oktober 1943 – East Stroudsburg, 31 maart 2016) is een voormalig Formule 1-coureur uit Zweden. Hij nam deel aan zijn thuisrace in 1974 voor het team Shadow Racing Cars, maar behaalde hierin geen punten.
Op 31 maart 2016 overleed Roos op 72-jarige leeftijd in het Pocono Medical Center. Hij was jarenlang eigenaar van een raceschool bij de Pocono Raceway.